# Yaniv Green
Pour les articles homonymes, voir Green.
Yaniv Green (en hébreu : יַנִיב גְּרִין) né le 16 mai 1980 à Herzliya, est un basketteur israélien.

## Club
- 1998-2000 :  Bnei Herzliya
- 2000-2001 :  Maccabi Ra'anana
- 2001-2002 :  Bnei Herzliya
- 2002-2004 :  Hapoël Tel-Aviv
- 2004-2007 :  Maccabi Tel-Aviv
- 2007-2008 :  CSK Samara
- 2008-2011 :  Maccabi Tel-Aviv
- 2011-2012 :  Teramo Basket
- 2012-2013 :  Hapoël Gilboa Galil
- 2013-2015 :  Hapoël Jérusalem

## Palmarès

### Club
- Champion d'Israël 2005, 2006, 2007
- Coupe d'Israël 2005, 2006, 2007

### Championnat d'Europe de basket-ball
- Championnats d'Europe 2007, Espagne
  - éliminé au 2e tour

### Distinction personnelle
- Meilleur rebondeur du championnat d'Europe 2007